# Astragalus distinens
Astragalus distinens là một loài thực vật có hoa trong họ Đậu. Loài này được Macloskie miêu tả khoa học đầu tiên.